# Šujica
Šujica je naselje v Občini Dobrova - Polhov Gradec. Vas se prvič omenja med 1197 in 1202 kot last šentpavelskega samostana na Koroškem. Posamezne arheološke najdbe pa nakazujejo možnost, da je bilo območje poseljeno že v prazgodovinski dobi. V vasi sta ohranjeni baročni kapelici iz 18.st.